# Peter Jurgec
Peter Jurgec, slovensko-kanadski jezikoslovec, * 1979, Ljubljana.
Je avtor več deset člankov in dveh monografij o fonetiki in fonologiji. Je izredni profesor na Univerzi v Torontu. Ukvarja se z generativno fonologijo.

## Življenjepis
Na Filozofski fakulteti v Ljubljani je leta 2003 diplomiral iz slovenščine in primerjalne književnosti, leta 2008 pa še doktoriral iz jezikoslovja. Hkrati je bil mladi raziskovalec na inštitutu za slovenski jezik pri Andreji Žele, proti koncu doktorskega študija pa se je vpisal na Univerzo v Tromsøju, Norveška, in disertacijo spisal med novim študijem. Januarja 2011 je doktoriral tudi na Univerzi v Tromsøju. Leto dni je gostoval na Univerzi Rutgers v New Jerseyu, nato bil podoktorski raziskovalec na Inštitutu Meertens v Amsterdamu in Univerzi v Leidnu.
Je tudi avtor pesniške zbirke (Kamnine, 1998).

## Izbrana bibliografija
- 2020. Positional faithfulness drives laxness alternations in Slovenian. Phonology 37(3):335-366.
- 2020. Postalveolar co-occurrence restrictions in Slovenian. Natural Language & Linguistic Theory 38(2):499-537.
- 2020. Sounds: Their Structure and Patterns in Language. Dubuque, IA: Kendall Hunt. 190 str.
- 2019. Opacity in Šmartno Slovenian. Phonology 36(2):265-301.
- 2018. Opaque allomorph selection in Japanese and Harmonic Serialism: A reply to Kurisu 2012. Linguistic Inquiry 49(3):599-610.
- 2018. Indexation to stems and words. Phonology 35(4):577-615.
- 2016. Velar palatalization in Slovenian: Local and long-distance interactions in a derived environment effect. Lingua 1(1):24.1-28.
- 2015. Lapsed derivations: Ternary stress in Harmonic Serialism. Linguistic Inquiry 46(2):376-387.
- 2010. Disjunctive Lexical Stratification. Linguistic Inquiry 41(1):149-161.
- 2005. Samoglasniški nizi v slovenščini: Fonološko-fonetična analiza. Ljubljana: Rokus (Slavistična knjižnica, 8). 224 str. (COBISS)
- 1998. Kamnine. Ljubljana: samozaložba. 109 str. (COBISS)